# COVID-19-Pandemie in Luxemburg
Die COVID-19-Pandemie in Luxemburg tritt als regionales Teilgeschehen des weltweiten Ausbruchs der Atemwegserkrankung COVID-19 auf und beruht auf Infektionen mit dem Ende 2019 neu aufgetretenen Virus SARS-CoV-2 aus der Familie der Coronaviren. Die COVID-19-Pandemie breitet sich seit Dezember 2019 von China ausgehend aus. Ab dem 11. März 2020 stufte die Weltgesundheitsorganisation (WHO) das Ausbruchsgeschehen des neuartigen Coronavirus als Pandemie ein.
Bis April 2021 wurden in Luxemburg 788 Todesfälle der Erkrankung zugeschrieben.

Bestätigte Infektionen (kumuliert) und Todesfälle (kumuliert)

## Verlauf
Premierminister Xavier Bettel rief am 18. März 2020 für Luxemburg den Notstand aus.
Das Land verzeichnete am 25. März 2020 234 Neuinfektionen, 1333 bestätigte Fälle und 8 Todesfälle. 143 der Erkrankten wurden im Krankenhaus versorgt, davon 21 auf der Intensivstation. Nach diesem ersten Maximalwert ging die Zahl der Neuinfektionen stark zurück. Im Zeitraum 1. Mai bis 25. Juni wurden maximal 18 Neuinfektionen pro Tag registriert.
Am 15. April gab die Regierung ihren Plan zur Lockerung der Beschränkungen bekannt: Er beinhaltet ein kontinuierliches Monitoring der Situation, Verteilung von Masken, die schrittweise Wiedereröffnung von Baustellen, Schulen, Einzelhandelsgeschäften und Restaurants sowie weiterhin Tests auf Viren und in Kürze auch Antikörpertests. Großveranstaltungen bleiben noch bis Ende Juli verboten.
Ab Juli 2020 stieg die Zahl der positiv auf COVID-19 Getesteten stark an. Am 14. Juli 2020 wurde das Großherzogtum Luxemburg durch das Auswärtige Amt, das Bundesministerium für Gesundheit und das Bundesministerium des Innern, für Bau und Heimat Deutschlands zum „Risikogebiet“ erklärt. Das Auswärtige Amt begründete dies mit einer dauerhaft zu hohen 7-Tages-Inzidenz und einer starken Zunahme der Neuinfektionen mit SARS-CoV-2. Einreisende aus Luxemburg nach Deutschland mussten sich daher einer Quarantänepflicht unterwerfen. Ab dem 8. August 2020 waren sie darüber hinaus zur Teilnahme an einem COVID-19-Test verpflichtet. Am 20. August 2020 wurde Luxemburgs Status als Risikogebiet aufgehoben, nachdem die dortige 7-Tage-Inzidenz unter den Wert von 50 Neuinfizierten gefallen war. Danach galten wieder ausschließlich die für den Verkehr innerhalb des Schengenraums gültigen Regeln.
Am 25. September 2020 meldete das Robert Koch-Institut, dass es in Luxemburg wieder mehr als 50 Neuinfektionen auf 100.000 Einwohner in den vergangenen 7 Tagen gegeben habe. Seitdem werden Reisende aus Deutschland wieder vom Auswärtigen Amt vor Reisen nach Luxemburg gewarnt. Im Dezember 2020 wurde Luxemburg, wie zahlreiche weitere europäische Länder zu dieser Zeit, von einer heftigen zweiten Welle der Pandemie getroffen. Die neue Gesundheitsministerin Paulette Lenert erklärte das mit dem Umstand, dass Luxemburg „ein einziges Ballungsgebiet“ sei und es dementsprechend keine Rückzugsmöglichkeiten, wie etwa in Deutschland oder Frankreich gebe. Ab Mitte Januar hatte sich die Lage in Luxemburg weitestgehend stabilisiert; die Infektionszahlen blieben jedoch hoch, sodass das Land aus deutscher Sicht weiterhin (Stand 14. Mai 2021) als „Risikogebiet“ gilt.

## Statistik
Anfang August 2020 berichtete die luxemburgische Regierung, dass vom 27. Juli bis zum 2. August 2020 in Luxemburg 525 Personen positiv auf COVID-19 getestet wurden. Aktuell waren am 2. August 2020 nachweislich 1241 Menschen an COVID-19 erkrankt. Von den Menschen, die sich Anfang August 2020 in Quarantäne befanden, waren 23 % Kinder im Alter von bis zu 14 Jahren, 27 % 15 bis 29 Jahre, 24 % 30 bis 44, 20 % 45 bis 59 Jahre alt und 5 % älter als 60 Jahre. Im Durchschnitt waren die Getesteten 36 Jahre alt. Das geringe Durchschnittsalter ist dadurch zu erklären, dass in Luxemburg stichprobenartig zufällig Menschen zu einem Test aufgefordert werden, auch wenn sie keinerlei Krankheitssymptome aufweisen. Dadurch gibt es im Vergleich zu größeren EU-Mitgliedsstaaten eine relativ hohe Testquote. Die auffällig hohe und zunächst kontinuierlich ansteigende Zahl an Neuinfektionen in Luxemburg ab Juli 2020 lässt sich hierdurch allerdings nur teilweise erklären.
Die Fallzahlen entwickelten sich während der COVID-19-Pandemie in Luxemburg zunächst wie folgt:

### Infektionen

Bestätigte Infizierte nach Daten der WHO. Oben kumuliert, unten Tageswerte. Der starke Abfall am 28. August 2020 erklärt sich aus einer Korrektur.

### Todesfälle

Bestätigte Todesfälle nach Daten der WHO. Oben kumuliert, unten Tageswerte